# Memphis (Michigan)
Memphis è un comune degli Stati Uniti d'America, situato nello Stato del Michigan, diviso tra la contea di Macomb e la contea di St. Clair.